# Anna Thomas
Anna Thomas (* 12. Juli 1948 in Stuttgart) ist eine US-amerikanische Drehbuchautorin, Filmproduzentin und Kochbuchautorin.

## Leben
Anna Thomas wurde in Stuttgart geboren. Ihre Familie stammte aus Polen. Noch als Kind zog sie in die Vereinigten Staaten, wo sie in Michigan und Kalifornien aufwuchs. Sie studierte Film an der University of California in Los Angeles und erlangte dort den Master of Fine Arts.
Während ihrer Studienzeit schrieb Thomas ihr erstes Kochbuch mit vegetarischen Rezepten. Es erschien 1972 bei Alfred A. Knopf, Inc. unter dem Titel The Vegetarian Epicure und verkaufte sich über eine Million Mal. Es wurde zwölf Mal neu aufgelegt und in mehrere Sprachen übersetzt.
1973 arbeitete sie mit ihrem Kommilitonen Gregory Nava (* 1949) zusammen an einem Filmprojekt. Zwei Jahre später heirateten sie. Dann erschien ihr erster gemeinsamer Film, die dramatische Romanze The Confessions of Amans, bei der beide das Drehbuch schrieben und Nava Regie führte. Der Film wurde 1975 auf dem Chicago International Film Festival mit einem Hugo Gold ausgezeichnet. Eine langjährige berufliche Zusammenarbeit des Ehepaares begann.
1978 veröffentlichte Thomas ein weiteres Kochbuch, den ebenfalls erfolgreichen Folgeband The Vegetarian Epicure, Book Two. Mit den Einnahmen daraus produzierte sie den in Schottland spielenden Horrorfilm Besuch aus dem Jenseits, bei dem sie auch Regie führte und das Drehbuch schrieb.
Gemeinsam mit ihrem Mann, der als Regisseur und Drehbuchautor mitwirkte, produzierte Thomas 1983 den Film El Norte. Er wurde 1985 für einen Oscar in der Kategorie Bestes Originaldrehbuch nominiert.
1984 und im Jahr darauf bekamen Thomas und Nava zwei Söhne. 1985 zog die Familie auf eine Ranch in der kalifornischen Kleinstadt Ojai. Drei Jahre später begannen die Ehepartner mit dem Kriegsdrama Zeit des Schicksals wieder an gemeinsamen Filmprojekten zu arbeiten. 1995 folgte Meine Familie, wobei Thomas erneut als Produzentin und Drehbuchautorin auftrat. Im Folgejahr erschien ihr Buch The new Vegetarian Epicure mit einfacheren und energieärmeren Rezepten, die für Menüs zusammengestellt sind. 2002 schrieb sie mit Nava an dem Drehbuch für den mexikanischen Film Frida.
Seit 2001 leitet Thomas Workshops für Drehbuchautoren am American Film Institute. Mittlerweile geschieden, produzierte sie 2008 erstmals einen Dokumentarfilm und veröffentlichte im Jahr darauf ihr viertes Kochbuch mit dem Schwerpunkt Suppen. Love soup wurde 2010 mit einem James Beard Foundation Award in der Kategorie Healthy Focus (Schwerpunkt Gesundheit) ausgezeichnet.

## Filmografie
- 1976: The Confessions of Amans
- 1979: Besuch aus dem Jenseits (The Haunting of M.)
- 1982: The End of August
- 1983: El Norte
- 1988: Zeit des Schicksals (A Time of Destiny)
- 1995: Meine Familie (My Family)
- 2002: Frida
- 2008: Infinite Space: The Architecture of John Lautner

## Publikationen
- The Vegetarian Epicure Alfred A. Knopf, New York 1972, ISBN 0-394-47606-9.
  - Das grosse Buch der vegetarischen Küche. Econ-Verlag, Düsseldorf 1979, ISBN 3-430-19093-2.
  - Vegetarische Küche, Suppen, Saucen, Salate und Gebäck. Moewig, Rastatt 1987, ISBN 3-8118-3287-5.
  - Vegetarische Küche: Festgerichte und Speisen aus aller Welt. Moewig, Rastatt 1987, ISBN 3-8118-3322-7.
  - Vegetarische Küche: Hauptgerichte und Beilagen. Moewig, Rastatt 1987, ISBN 3-8118-3294-8.
- The Vegetarian Epicure, Book Two. Alfred A. Knopf, New York 1978, ISBN 0-394-41363-6.
- The new Vegetarian Epicure: Menus for Family and Friends. Alfred A. Knopf, New York 1996, ISBN 0-679-42714-7.
- Love soup: 160 all-new vegetarian recipes from the author of The Vegetarian Epicure. W. W. Norton & Co., New York 2009, ISBN 978-0-393-06479-7.
- Vegan Vegetarian Omnivore: Dinner for Everyone at the Table. W. W. Norton & Co., New York 2016, ISBN 978-0-393-08301-9.